# 70 (число)
70 (сімдеся́т) — натуральне число між 69 і 71.

## Математика
- 7-е п’ятикутне число
- щасливе число
- 70 це найменше дивне число
- Найменше число, факторіал якого більший гуголу
- Число способів вибрати 4 об'єкти з 8, незважаючи на порядок. Це робить його центральним біноміальним коефіцієнтом.

## У науці
- Атомний номер ітербію
- У Новому загальному каталозі позначається об’єкт NGC 70 — спіральна галактика у сузір'ї Андромеда.
- У Каталозі Мессьє позначається об'єкт Мессьє M70 - кулясте скупчення типу V у сузір'ї Стрілець.

## В інших сферах
- 70 рік; 70 рік до н. е., 1970 рік
- У кирилиці числове значення букви о (он)
- ASCII-код символу «F»
- 70-й порт використовуэться протоколом Gopher
- 70-мм кіноплівка використовується для зйомок широкоформатних кінофільмів